# Drosophila krugi
Drosophila krugi este o specie de muște din genul Drosophila, familia Drosophilidae, descrisă de Pavan și Breuer în anul 1954. Conform Catalogue of Life specia Drosophila krugi nu are subspecii cunoscute.